# Kronosaurus
Kronosaurus var en 11 meter lang pliosaur med et 2 meter langt hoved.